# Ганс Георг Демельт
Ганс Георг Демельт (нім. Hans Georg Dehmelt; 9 вересня 1922, Герліц, Німеччина — 7 березня 2017, Сіетл, Вашингтон, США) — німецько-американський фізик, лауреат Нобелівської премії з фізики 1989 року — половина премії спільно з Вольфгангом Паулем «за розробку методу утримання одиночних іонів». Другу половину премії отримав Норман Рамзей «за винахід методу роздільних коливальних полів і його використання у водневому мазері і іншому атомному годиннику».

## Біографія
Ганс Георг Демельт виріс в Берліні. Після іспиту на допуск до навчання в університеті (Abitur) в 1940 р. пішов служити в армію в частині ППО. Брав участь в Сталінградській битві, після якої повернувся до Німеччини і в рамках військової програми вивчав фізику в університеті Бреслау. У 1944 р. був посланий на західний фронт, де під час Арденнської битви потрапив в полон до американців. Після звільнення в 1946 р. продовжив навчання в Гетінгенському університеті у тому числі і у таких учених, як Ріхард Беккер, Ганс Копферман, Вернер Гейзенберг, Макс фон Лауе, Вольфганг Паулі і Макс Планк. При похоронах Планка був одним з тих, хто ніс його труну. Отримав диплом в 1948 р. по темі томсонівського мас-спектрометра. У 1950 р. захистив дисертацію, після чого був запрошений до США на місце пост-дока. У 1952 р. перейшов у Вашингтонський університет в Сієтлі, де в 1955 р. став асистентом професора, в 1958 р. заступником професора і в 1961 р. професором. У 2002 р. вийшов на пенсію.
Демельт був одружений з Ірмгард Лассов. У них народився син Герд. Після смерті дружини другий раз одружувався на Діані Дундор. У 1961 р. прийняв американське громадянство.

## Досягнення
У 1956 р. Демельт вперше описав переваги іонних пасток для спектроскопії високої роздільної сили. У подальші роки він заклав основи для будівництва таких пасток. У 1959 р. йому вдалося протримати в магнетронній пастці (згодом названою пасткою Пеннінга) 1 електрон протягом 10 секунд. У 1973 р. йому вдалося провести тривале зберігання одного електрона і побудову одноелектронного генератора, спільно з Девідом Вінеландом і Філом Екстромом. У наступні роки він настільки вдосконалив цей метод, що в 1987 р. йому вдалося дуже точно поміряти гіромагнітне співвідношення електрона і позитрона.
У 1985 отримав премію Румфорда Американської академії мистецтв і наук разом із Мартіном Дойчом, Верноном Х'юзом та Норманом Рамзеєм.
У 1989 р. Демельт, спільно з Вольфгангом Паулем отримав половину Нобелівської премії з фізики.